# Joanderson Gomes de Almeida
Joanderson Gomes de Almeida (Pernambuco, 1992?) é um fotógrafo brasileiro da etnia Pankararu, ganhador do prêmio internacional WIPO Photography Prize for Indigenous Peoples and Local Community Youth 2021-2022 (Prêmio de Fotografia da WIPO para Povos Indígenas e Jovens de Comunidades Locais 2021-2022).

## Biografia
Filho de Juraci Gomes de Almeida e Maria Aparecida Gomes de Almeida, Joanderson nasceu no estado de Pernambuco, graduou-se em Direito e possui mestrado em Direito, Estado e Constituição pela Universidade de Brasília com Tese intitulada "Os impactos do Serviço de Proteção ao Índio (SPI) nas dinâmicas internas do Povo Pankararu em Pernambuco".
Recebeu o primeiro lugar do prêmio da Organização Mundial da Propriedade Intelectual (WIPO) em 2022 pela fotografia intitulada "Puxar da Videira", que retrata o ritual tradicional Pankararu “Puxamento do Cipó”, parte do festival chamado "Corrida do Imbu", que ajuda a prever as colheitas, a fartura e as chuvas do ano seguinte. Durante esse período, cada membro da comunidade também reflete sobre suas ações ao longo do ano que se encerra sobre como sua relação com a Mãe Natureza poderia ser melhor.
| “                             | Nesse momento, os seres cosmológicos nos dão o caminho, a orientação de como será o clima naquele período. | ” |
| — Joanderson Gomes de Almeida | |   |